# صد قدم راه (فیلم)
صد قدم راه (انگلیسی: The Hundred-Foot Journey) فیلمی آمریکایی به کارگردانی لاسه هالستروم است که در سال ۲۰۱۴ منتشر شد. از بازیگران آن می‌توان به هلن میرن، اوم پوری، شارلوت ل بن و جوهی چاولا اشاره کرد.